# Deeyah Khanová
Deeyah Khanová (* 7. srpna 1977, Oslo) je norská režisérka dokumentárních filmů a aktivista paňdžábsko-paštunského původu. Je dvojnásobnou vítězkou ceny Emmy, dvojnásobnou vítězkou Peabodyho ceny a vítězkou ceny BAFTA. Natočila šest dokumentů, všechny byly uvedeny na ITV ve Spojeném království v rámci série Exposure. Její debutový film Banaz A Love Story (2012) pojednával o zabití britsko-kurdské ženy. Její druhý dokument Jihad: A Story of the Others vznikl na základě dvou let rozhovorů s islámskými extremisty a usvědčenými teroristy. Její dokument z roku 2017 White Right: Meeting The Enemy pojednával o neonacistickém shromáždění Unite the Right v Charlottesville ve Spojených státech. Je zakladatelkou a generální ředitelkou produkční společnosti Fuuse, která se specializuje na dokumentární filmy. Je také zakladatelkou a šéfredaktorkou sesterského časopisu, který upozorňuje na rozmanité hlasy žen muslimského původu. Aktivisticky vystupuje proti antimigrační politice, své názory publikuje v denících The Guardian, Huffington Post nebo The Times. Její bratr Adil Khan je herec.